# Ерна Бергер
Ерна Бергер (на немски: Erna Berger) е германска певица (сопрано).

## Биография
Родена е на 19 октомври 1900 г. в близост до Дрезден, Германия на 19 октомври 1900 г. в семейство на железопътен инженер.
След избухването на Първата световна война емигрира със семейството си в Южна Америка, където известно време работи като учителка. В началото на 20-те години се завръща отново в Германия, като по препоръка на известната певица Елизабет Ретберг започва да взима уроци по пеене. По време на обучението си заработва пари чрез пеене в хор.
С началото на 1925 г. се присъединява към трупа в Дрезденската опера, а две години по-късно участва в премиерата на Рихард Щраус „Египетската Елена“. Освен в тази участва и в други премиери след това.
През 1934 г. е поканена от Вилхелм Фуртвенглер в Берлинската народна опера, спечелвайки си голям успех там, в изпълнението на колоратурно и лирическо сопрано.
Особени склонности имала към Моцарт: ролята на Костанца в „Отвличане от сарая“, Кралска нощ в: „Вълшебната флейта“, Церлина в „Дон Жуан“ отнасяща се за най-високи постижения. През 1946 г. участва в немската оперна премиера на Римски-Корсаков „Садко“. След това гастролира както в германските театри, така и по света.
В периода 1949-1950 г. пее на сцената на Метрополитен опера в Ню Йорк, където привлича вниманието на мнозина с ролята на Джилда в Риголето от Джузепе Верди. Участва в Залцбургския фестивал по-късно.
Получава признание за художествени песни и песни от ораторския жанр, но прекратява оперната си кариера през 1955 г., като последният ѝ концерт е изпълнен през 1968 г.
В периода от 1960 до 1970 г. е професор в хамбургската Висша музикална школа.
Умира на 14 юни 1990 г.

## За нея
- Höcker, Karla: Erna Berger, Die singende Botschafterin. Rembrandt Verl., Berlin, 1961.